# L'Houmeau
L'Houmeau és un municipi francès situat al departament del Charente Marítim i a la regió de la Nova Aquitània. L'any 2007 tenia 2.107 habitants.

## Demografia

### Població
El 2007 la població de fet de L'Houmeau era de 2.107 persones. Hi havia 852 famílies de les quals 164 eren unipersonals (44 homes vivint sols i 120 dones vivint soles), 400 parelles sense fills, 212 parelles amb fills i 76 famílies monoparentals amb fills.
La població ha evolucionat segons el següent gràfic:
Habitants censats

### Habitatges
El 2007 hi havia 959 habitatges, 874 eren l'habitatge principal de la família, 43 eren segones residències i 42 estaven desocupats. 926 eren cases i 19 eren apartaments. Dels 874 habitatges principals, 767 estaven ocupats pels seus propietaris, 94 estaven llogats i ocupats pels llogaters i 13 estaven cedits a títol gratuït; 5 tenien una cambra, 7 en tenien dues, 63 en tenien tres, 257 en tenien quatre i 542 en tenien cinc o més. 738 habitatges disposaven pel capbaix d'una plaça de pàrquing. A 395 habitatges hi havia un automòbil i a 434 n'hi havia dos o més.

### Piràmide de població
La piràmide de població per edats i sexe el 2009 era:
| Homes | Edats   | Dones |
| ----- | ------- | ----- |
| 0     | 95 o +  | 16    |
| 0     | 90 a 94 | 16    |
| 16    | 85 a 89 | 36    |
| 20    | 80 a 84 | 24    |
| 40    | 75 a 79 | 60    |
| 72    | 70 a 74 | 28    |
| 20    | 65 a 69 | 64    |
| 88    | 60 a 64 | 68    |
| 88    | 55 a 59 | 80    |
| 116   | 50 a 54 | 136   |
| 136   | 45 a 49 | 100   |
| 60    | 40 a 44 | 120   |
| 60    | 35 a 39 | 52    |
| 24    | 30 a 34 | 32    |
| 36    | 25 a 29 | 32    |
| 92    | 20 a 24 | 44    |
| 104   | 15 a 19 | 76    |
| 76    | 10 a 14 | 76    |
| 56    | 5 a 9   | 44    |
| 28    | 0 a 4   | 28    |

## Economia
El 2007 la població en edat de treballar era de 1.317 persones, 831 eren actives i 486 eren inactives. De les 831 persones actives 749 estaven ocupades (390 homes i 359 dones) i 82 estaven aturades (30 homes i 52 dones). De les 486 persones inactives 264 estaven jubilades, 118 estaven estudiant i 104 estaven classificades com a «altres inactius».

### Ingressos
El 2009 a L'Houmeau hi havia 898 unitats fiscals que integraven 2.158 persones, la mediana anual d'ingressos fiscals per persona era de 23.793 €.

### Activitats econòmiques
Dels 94 establiments que hi havia el 2007, 1 era d'una empresa alimentària, 1 d'una empresa de fabricació de material elèctric, 5 d'empreses de fabricació d'altres productes industrials, 19 d'empreses de construcció, 14 d'empreses de comerç i reparació d'automòbils, 7 d'empreses de transport, 7 d'empreses d'hostatgeria i restauració, 2 d'empreses d'informació i comunicació, 2 d'empreses financeres, 8 d'empreses immobiliàries, 11 d'empreses de serveis, 13 d'entitats de l'administració pública i 4 d'empreses classificades com a «altres activitats de serveis».
Dels 31 establiments de servei als particulars que hi havia el 2009, 1 era una oficina de correu, 4 tallers de reparació d'automòbils i de material agrícola, 3 autoescoles, 3 guixaires pintors, 6 fusteries, 4 lampisteries, 2 empreses de construcció, 2 perruqueries, 5 restaurants i 1 agència immobiliària.
Dels 7 establiments comercials que hi havia el 2009, 2 eren botiges de menys de 120 m², 1 una fleca, 1 una carnisseria, 1 una llibreria, 1 una botiga de roba i 1 un drogueria.
L'any 2000 a L'Houmeau hi havia 4 explotacions agrícoles.

## Equipaments sanitaris i escolars
L'únic equipament sanitari que hi havia el 2009 era una farmàcia.
El 2009 hi havia 1 escola maternal i 1 escola elemental.

## Poblacions més properes
El següent diagrama mostra les poblacions més properes.